# 奥列娜·沃罗宁娜
奥列娜·亚历山德罗夫娜·沃罗宁娜（烏克蘭語：Олена Олександрівна Вороніна，1990年5月5日—），乌克兰女子击剑运动员，2013年世界锦标赛女子佩剑团体金牌得主、2014年世界锦标赛女子佩剑团体铜牌得主、2015年世界锦标赛女子佩剑团体银牌得主、2016年夏季奥林匹克运动会女子佩剑团体银牌得主。